# Lenus

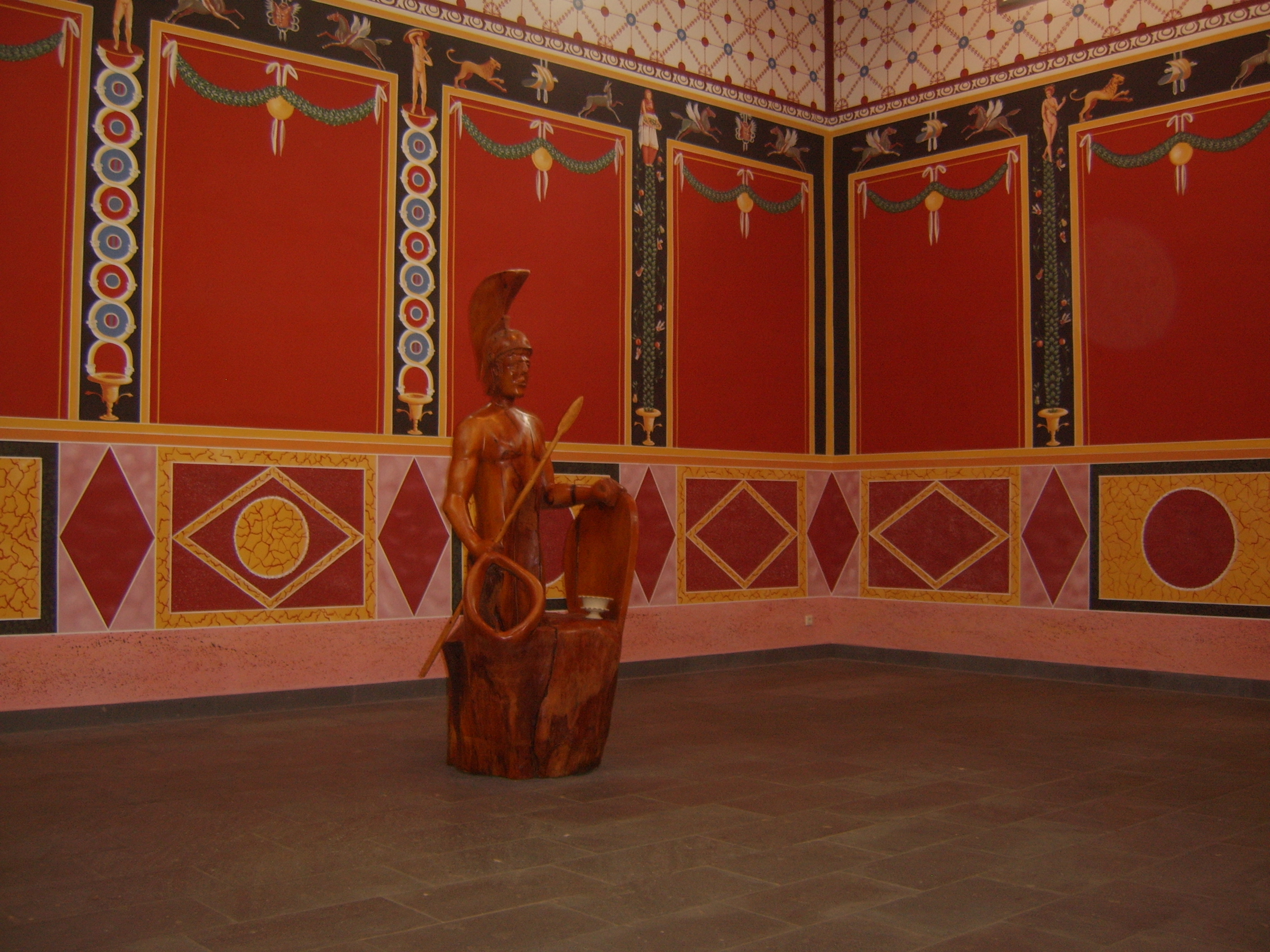
Interior do templo reconstruído sobre Martberg, com uma estátua de culto à Lenus Marte.

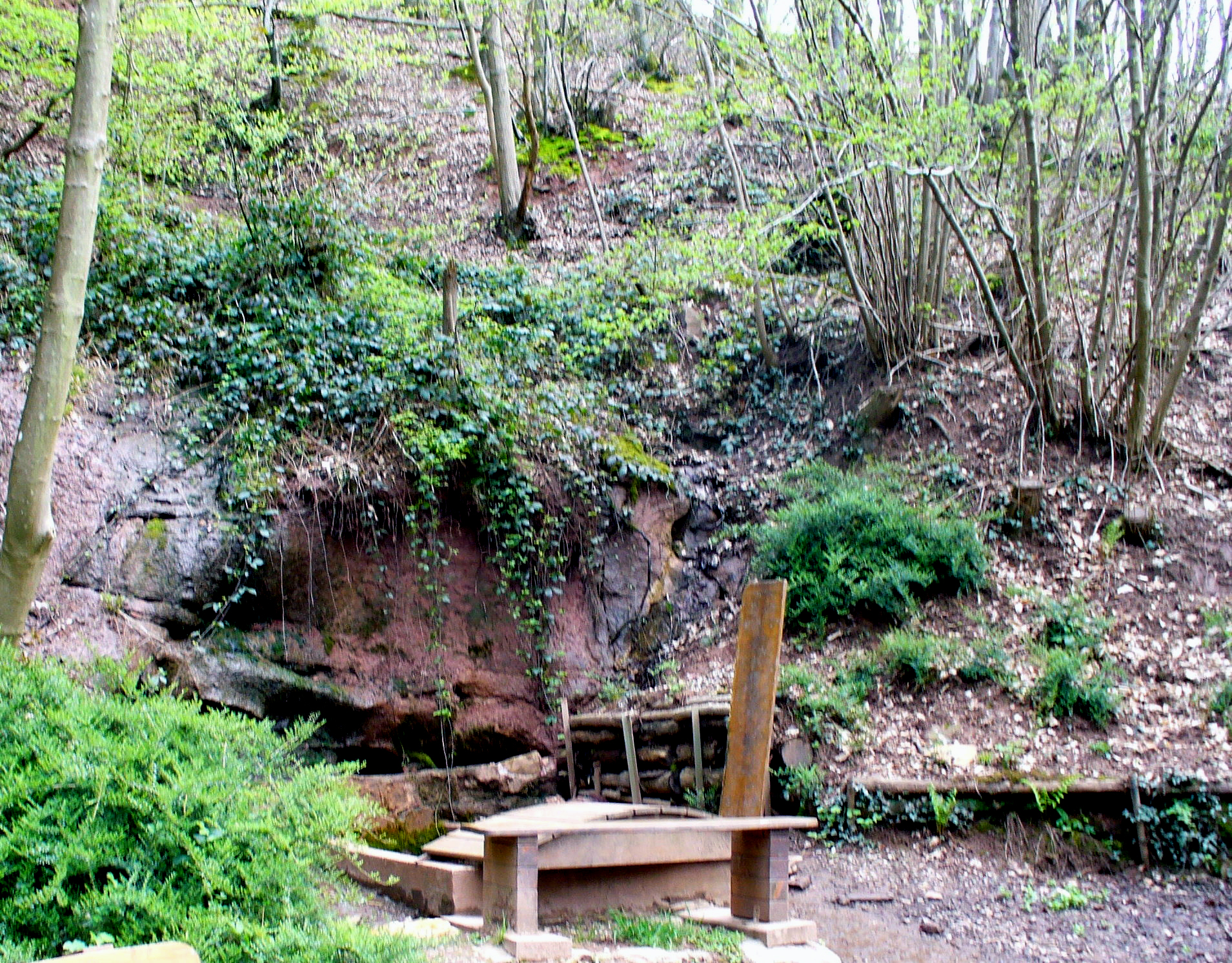
A sagrada nascente dedicada a Lenus Marte próximo ao templo ‘Am Irminenwingert’ dando um ponto de vista de Trier.

Lenus foi um deus céltico de cura cultuado principalmente na Gália oriental, onde era quase sempre identificado com o deus romano Marte. Foi um importante deus da tribo Tréveros, que tinha santuários grandes em nascentes medicinais em Trier e em Martberg segundo Pommern no que agora é Alemanha. Duas dedicatórias a ele são também conhecidas do Sudoeste da Britânia (Chedworth e Caerwent). Edith Wightman o caracteriza como “um dos melhores exemplos de um Teutates, ou deus do povo, igualado a Marte — protetor da tribo na batalha, mas também […] concessor de saúde e de boa fortuna geral” (p.211). Seu santuário ‘Am Irminenwingert’ em Trier teve um templo grande, banhos, santuários menores e um teatro; o situado em Martberg também incluiu uma grande variedade de prédios, provavelmente incluindo cômodos para peregrinos procurando saúde para estadia. A despeito de suas associações com cura, Lenus Marte é representado classicamente como um guerreiro de capacete coríntio em uma estatueta de bronze de Martberg.
Seu nome aparece mais frequentemente nas inscrições como ‘Lenus Marte’, de preferência como ‘Marte Lenus’, como seria esperado da maioria dos nomes sincretizados. Em Trier, os parceiros divinos de Lenus Marte foram as deusas célticas Ancamna e a Vitória, tão bem quanto a Xulsigiae, que são talvez ninfas da água. Uma inscrição de Kaul em Luxemburgo parece invocar Lenus Marte ‘Veraudunus’ junto à deusa céltica Inciona.
Lenus não foi o único deus céltico identificado à Marte pelos Tréveros; outros, tais como Iovantucarus (aparentemente um protetor da juventude), Intarabus, Camulos, e Loucetios foram identificados com Marte e talvez, por extensão, com Lenus. Seu nome ocasionalmente aparece como ‘Marte Laenus’; a forma mais usual ‘Lenus Marte’ está acompanhada dos epítetos Arterancus e Exsobinus em cada inscrição.
Na Britânia, Marte Lenus pode ter sido identificado com Ocelo Velauno, pela evidência desta inscrição com base na estátua:
DEO MARTI LENO SIVE OCELO VELLAVN ET NVM AVG M NONIVS ROMANVS OB IMMVNITAT COLLEGNI D D S D GLABRIONE ET HOMVLO COS X K SEPT
Ao deus Marte Leno ou Ocelo Velauno e ao nume do Augusto, M. Mônio Romano dedicou este do privilégio do colégio durante o consulado de Glábrio e Hômulo dez dias antes das Calendas de Setembro.

## Ligações Externas
- Fotografia de Treveran Marte, de Paul Garland